# 사랑을 기억하세요
《사랑을 기억하세요》는 문화방송의 월화드라마이다. 1995년 5월 8일부터 1995년 5월 30일까지 방영된 문화방송 월화 미니시리즈로, 뮤지컬배우 지망생과 젊은 연출가와의 사랑엮기가 이야기의 중심이었는데 결손가정 내용을 애잔한 시각으로 다뤄서 큰 호평을 받았다.

## 등장 인물
- 신구 : 우 형사 역
- 이주영 : 오지수 역
- 오대규 : 민재 역
- 김상중 : 주형 역
- 엄정화 : 화영 역
- 엄유신, 박정수 : 윤숙 역 - 우 형사의 전 아내
- 백일섭
- 임현식
- 김세준
- 유태웅
- 이계인

| 문화방송 월화 미니시리즈                | 문화방송 월화 미니시리즈                             | 문화방송 월화 미니시리즈                  |
| 이전 작품                               | 작품명                                               | 다음 작품                                 |
| --------------------------------------- | ---------------------------------------------------- | ----------------------------------------- |
| 호텔 (1995년 3월 13일 ~ 1995년 5월 2일) | 사랑을 기억하세요 (1995년 5월 8일 ~ 1995년 5월 30일) | TV시티 (1995년 6월 5일 ~ 1995년 7월 25일) |